# Південний фронт ППО
Півде́нний фронт ППО — оперативно-стратегічне об'єднання військ ППО у складі Червоної армії під час Німецько-радянської війни з 29 червня по 24 грудня 1944.
Штаб фронту — Київ.

## Історія
Створений 29 березня 1944 на базі Східного і Західного фронтів ППО.
На війська фронту було покладено завдання протиповітряної оборони адміністративно-політичних, промислово-економічних центрів і районів півдня СРСР, прикриття комунікацій і баз постачання діючої армії, а також нарощування системи ППО в ході наступальних операцій Червоної Армії на південно-західному напрямі.
До складу фронту входили 7 корпусів і 3 дивізії, 2 винищувальних авіакорпуси і 7 винищувальних авіадивізій. За станом на 1 травня 1944 бойовий склад фронту включав 917 винищувачів, 4346 артилерійських зенітних гармат, 866 зенітних прожекторів, 296 аеростатів загородження. Війська Південного фронту ППО брали активну участь і зіграли важливу роль в наступальних операціях 1, 2, 3 і 4-го Українських фронтів влітку і восени 1944 р.
Згідно з постановою ДКО від 24 грудня 1944 Південний фронт ППО був перетворений на Південно-Західний фронт ППО.

## Командування
- Командувачі:
  - генерал-лейтенант артилерії Зашихін Г. С. (29 березня — 24 грудня 1944)
- Член Військової ради:
  - генерал-майор Наваєв С. С. (весь період).
- Начальник штабу:
  - генерал-майор Курьянов Н. Ф. (весь період).